# Stay Gold
Stay Gold är det tredje studioalbumet av den svenska folkpopduon First Aid Kit, utgivet den 6 juni 2014 på Columbia Records. Det är producerat av Mike Mogis som även ansvarade för duons föregående album, The Lion's Roar. Titeln inspirerades av Robert Frosts dikt "Nothing Gold Can Stay" från samlingen New Hampshire (1923). Albumet gick in på första plats i Sverige och har tagit sig in på topp 10 i Australien, Irland, Danmark och Finland, med blygsammare placeringar i övriga länder. 
Som första singel släpptes "My Silver Lining" den 31 mars 2014, vilken uppnådde plats 38 på den svenska singellistan. I samband med skivsläppet begav sig duon ut på en världsturné.

## Produktion
Stay Gold var First Aid Kits andra album med Bright Eyes-medlemmen Mike Mogis som producent. Gruppen tillbringade fem veckor i Omaha, Nebraska, där Mogis inspelningsstudio ARC Studios är beläget. De har beskrivit inspelningsprocessen som trevlig med få distraktioner. Stråkinstrument som fiol och cello används på flera låtar då gruppen strävade efter ett stort och fylligt sound.
Musiken, som de kallar för "folk- och countryinfluerad pop", har inspirerats av otaliga artister inom genren, bland andra Townes Van Zandt, Simon and Garfunkel och Kate and Anna McGarrigle.

## Mottagande
Stay Gold blev varmt mottaget av den svenska pressen. På Kritiker.se, en webbplats som sammanställer recensioner från svenska tidningar, har albumet 4,5/5 i medelbetyg, baserat på 21 recensioner.

## Låtlista
Alla låtar är skrivna och komponerade av Klara och Johanna Söderberg. 
| Nr           | Titel              | Längd |
| ------------ | ------------------ | ----- |
| 1.           | My Silver Lining   | 3:35  |
| 2.           | Master Pretender   | 3:47  |
| 3.           | Stay Gold          | 4:11  |
| 4.           | Cedar Lane         | 4:43  |
| 5.           | Shattered & Hollow | 4:04  |
| 6.           | The Bell           | 3:28  |
| 7.           | Waitress Song      | 4:04  |
| 8.           | Fleeting One       | 3:14  |
| 9.           | Heaven Knows       | 3:18  |
| 10.          | A Long Time Ago    | 4:01  |
| Total längd: | Total längd:       | 38:25 |

## Medverkande
First Aid Kit
- Johanna Söderberg – sång, gitarr, autoharpa, slagverk (2)
- Klara Söderberg – sång, gitarr, slagverk (2)

Övriga musiker
- Ben Brodin – mellotron (2), vibrafon (8)
- Will Clifton – kontrabas (3, 10)
- Judy Divis – altfiol (3, 4, 7, 10)
- Phyllis Duncan – fiol (3, 4, 7, 10)
- Tracy Dunn – fiol (3, 4, 7, 10)
- Leslie Fagan – flöjt, altflöjt (2-4, 6, 8)
- Dan Fletcher – fiol (3, 4, 7, 10)
- Susanna Gilmore – fiol (1)
- Jeffrey King – fiol (1)
- John Klinghammer – klarinett, basklarinett (2-4, 6, 8)
- Thomas Kluge – altfiol (3, 4, 7, 10)
- Paul Ledwon – cello (1, 3, 4, 7, 10)
- Niclas Lindström – trummor, slagverk (1-9)
- Mike Mogis – bas (1, 2), slagverk (1-3, 5, 6, 8, 9), pedal steel guitar (2, 4, 7), cittra (marxofon) (2), elgitarr (2, 4, 9), hackbräde (2), mandolin (2, 9), autoharpa (3), akustisk gitarr (6)
- Keith Plenert – fiol (3, 4, 7, 10)
- Frank Seligman – fiol (3, 4, 7, 10)
- Brian Sherwood – altfiol (1, 3, 4, 7, 10)
- Scott Shoemaker – fiol (3, 4, 7, 10)
- Tim Strang – cello (3, 4, 7, 10)
- Anna Söderberg – slagverk (2)
- Benkt Söderberg – bas (1-9), slagverk (2)
- Isak Söderberg – slagverk (2)
- Nathaniel Walcott – piano (1, 3, 4, 6, 8, 10), orgel (2, 5-7, 9), elpiano (5), trumpet (7)
- Juliet Yoshida – fiol (3, 4, 7, 10)

Produktion
- Ben Brodin – assisterande ljudtekniker
- Neil Krug – fotografi
- Mike Mogis – producent, ljudtekniker, ljudmix, programmering (3, 5)
- Doug Van Sloun – mastering
- EE Storey – formgivning

Källa

## Listplaceringar
| Lista (2014)                        | Högsta position |
| ----------------------------------- | --------------- |
| Australien (ARIA Charts)            | 9               |
| Belgien (Ultratop Flandern)         | 60              |
| Belgien (Ultratop Vallonien)        | 90              |
| Danmark (Tracklisten)               | 7               |
| Finland (Finlands officiella lista) | 10              |
| Nederländerna (MegaCharts)          | 9               |
| Norge (VG-lista)                    | 1               |
| Schweiz (Swiss Music Charts)        | 37              |
| Storbritannien (UK Albums Chart)    | 11              |
| Sverige (Sverigetopplistan)         | 1               |
| Tyskland (Media Control Charts)     | 69              |
| USA (Billboard 200)                 | 23              |